# I Am Not Your Negro
I Am Not Your Negro ist ein Dokumentarfilm von Raoul Peck (Drehbuch, Regie). Das unvollendete Manuskript Remember This House von James Baldwin (1924–1987), gesprochen von Schauspieler Samuel L. Jackson, ist die Grundlage für Pecks filmische Collage aus Ausschnitten der Medienberichterstattung vor allem der zweiten Hälfte des 20. Jahrhunderts, in der er dem weißen Rassismus in der amerikanischen Gesellschaft nachspürt. Der Film beleuchtet die Situation der People of Colour in den USA. Gegenpol ist das Amerika der Weißen; neben dem Neuntel der Afroamerikaner werden als weitere Minderheit die indigenen Völker der Indianer erwähnt. Der an den Kassen erfolgreiche Film hatte seine Premiere 2016 auf den Internationalen Filmfestspielen Toronto und erhielt eine Oscar-Nominierung in der Kategorie Bester Dokumentarfilm. Kinostart in den USA war am 3. Februar 2017. In Deutschland wurde der Film am 25. April 2017 vom Fernsehsender arte gezeigt, im Originalton mit deutschen Untertiteln, als deutschsprachig kommentierende Off-Stimme ist der Hip-Hop-Musiker Samy Deluxe zu hören.

## Handlung
I am Not Your Negro ist zugleich die Biografie des Autors James Baldwin, der eine Geschichte der Rassendiskriminierung und der amerikanischen Bürgerrechtsbewegung im 20. Jahrhundert anhand der Lebensgeschichten von drei Freunden aus der Bürgerrechtsbewegung erzählt. Bei den Freunden handelt es sich um den 1963 ermordeten Menschenrechtsanwalt Medgar Evers, den 1965 ermordeten Black Muslim Malcolm X und den 1968 ermordeten Baptistenpfarrer und Bürgerrechtler Martin Luther King jr. „Die Zeit dieser Leben und Tode liegt, öffentlich gesehen, zwischen 1955, als wir erstmals von Martin hörten, und 1968, als er ermordet wurde“, schrieb Baldwin in dem 1979 begonnenen Manuskript „I Am Not Your Negro“.
Ausgangspunkt des Filmskripts ist ein dreißigseitiger Textentwurf von Baldwin für den unvollendeten Roman Remember This House, eine Geschichte der Schwarzen in den Vereinigten Staaten. Die Grundlage dazu sind Baldwins Texte und seine Gedanken über das nebeneinander existierende weiße und schwarze Amerika. Peck verwendet dazu eine Collage aus Briefen, die Baldwin an seinen Agenten Jay Acton schreibt, Texte, die aus dem Werk Baldwins von Samuel L. Jackson zitiert werden, und einer Fülle biografischer Fotos und Videoexzerpten von Interviews mit und Berichten über Baldwin. Thematisch handelt der Film von „Kapitel Zwei der sogenannten Befreiung der Schwarzen, in dem die Nachkommen der Sklaven um ihre Bürgerrechte kämpften […].“ In einem zeitlichen Bogen von 1890 bis 2014 werden dabei Szenen weißer Gewalt gegenüber Farbigen jeder Couleur, welche die Historie Amerikas takteten, gezeigt. U. a. polemisiert er gegen den Schwarzen als Onkel Tom und schneidet auch Bilder mit B. Obama dagegen. Bei den historischen Bildern handelt es sich um das Massaker in Wounded Knee 1890, die Gewalt der Polizei unter Eugene „Bull“ Connor in Birmingham 1963, des Watts-Aufruhrs in Los Angeles, 1965, und den Todesfall Michael Brown, Ferguson, 2014. „Peck fasst sie mit Archivbildern und bewegten Aufnahmen ein: von den Freiheitsmärschen in den Südstaaten, den gewaltsamen Ausschreitungen zwischen weißen Mobs und schwarzen Demonstranten überall in Amerika und Polizeigewalt – in den sechziger Jahren in Birmingham, heute in Ferguson, Chicago, Detroit. Es sind fast dieselben Bilder: Niedergeknüppelte Afroamerikaner, brennende Häuser, im Schrei verzerrte Gesichter. Die Reise in die Vergangenheit wird zur Konfrontation mit der Gegenwart.“ Dabei wird gezeigt, wie James Baldwin durch die USA fährt und jene Orte bereist, an denen die entscheidenden Konflikte im Kampf um schwarze Bürgerrechte stattfanden. „Es geht nicht darum, was mit schwarzen Menschen passiert. Die eigentliche Frage ist: Was passiert mit diesem Land?“, sagte Baldwin 1968.

## Hintergrund
Regisseur Raoul Peck arbeitete parallel an Der junge Karl Marx (Le jeune Karl Marx) und I Am Not Your Negro. Im Gespräch mit Fabian Tietke von der taz führt Peck aus, dass die beiden Filme für ihn eine Rückkehr zu seinen theoretischen Grundlagen seien.

## Kritik

### Deutschsprachige Kritiken
I Am Not Your Negro wurde von den deutschsprachigen Kritikern durchweg positiv aufgenommen und vielfach gelobt. Spiegel Online etwa bezeichnete den Film als „rundum gelungen“ und bemerkte: „Der gebürtige Haitianer Raoul Peck hat schon viele pointierte Filme über race relations und das gewaltsame Erbe von Sklaverei und Kolonialismus gedreht. Doch mit „I Am Not Your Negro“ erreicht er eine neue Wucht.“ Laut Susanne Mayer von ZEIT Online ist der Dokumentarfilm über James Baldwin „eine dicht gesteckte Biografie des Autors, der die Absicht hatte, seine Geschichte anhand der Geschichte seiner Freunde zu erzählen. Die Freunde sind: Medgar Evers, Menschenrechtsanwalt, ermordet 1963. Malcolm X, Menschenrechtsaktivist, ermordet 1965. Martin Luther King, Pfarrer, ermordet 1968.“
Für Philipp Holstein von der Rheinischen Post ist der Film „der sehenswerte und bedrückende Dokumentarfilm, der […] Geschichte erzählt.“ Für ihn bleiben die Texte von Baldwin angesichts von Organisationen wie Black Lives Matter, die sich gegen Rassismus engagieren, leider dringlich. Beseelt vom gerechten Zorn über die Verhältnisse und gepaart mit kraftvoller Lust an Aufklärung gelinge nach Worten von Kritiker Luidgard Koch Regisseur Raoul Peck ein brennend aktueller Essayfilm. „Sein brillant komponierter Rückblick auf die Ära der amerikanischen Bürgerrechtsbewegung sowie das Leben und Werk des verstorbenen afroamerikanischen Schriftstellers James Baldwin erschüttert. Unmissverständlich zeigt der gebürtige Haitianer, dass Unterdrückung, Ungerechtigkeit, Rassismus und Klassenunterschiede keineswegs durch globalen Neoliberalismus verschwunden sind.“
Knut Elstermann vom MDR bezeichnete den Film als „großartigen Dokumentarfilm über den homosexuellen Schriftsteller und die bewegten sechziger Jahre“, der „eine fulminante Montage aus Archivmaterial, Interviews mit dem 1987 gestorbenen, sprachgewaltigen und scharfsinnigen Autor und Reflexionen über den Zustand einer noch immer rassistisch geprägten Gesellschaft“ darstelle. Nach Worten von Susanne Lenz in ihrer Kritik für die Berliner Zeitung meint, dass I Am Not Your Negro eine aufwühlende Dokumentation sei, in der sich Baldwins Text und Pecks Bilder, die Filmausschnitte, Fotos, Nachrichtenbilder historisch und aktuell so kongenial ergänzen. Gia Maihofer von der Zeitung Der Tagesspiegel meint, dass Regisseur Peck eine „essayistische Annäherung an Baldwins Denken“ geschaffen habe. Der Regisseur habe aus dem reichen literarischen Œuvre der 1960er Jahre Peck ein Amalgam kreiert, das die Psychopathologie und paranoide Imagination des weißen Amerikas offenlege, im Privatleben wie in der Populärkultur. „Die Reise in die Vergangenheit wird zur Konfrontation mit der Gegenwart“, in der sich das weiße, liberale Amerika sich mit einer medialen Fantasiewelt narkotisiere und halte in dieser Fantasiewelt die Illusion der eigenen Unschuld aufrecht. „Es verweigert sich der Auseinandersetzung mit der von Sklaverei, Segregation und Unterdrückung geprägten Geschichte, die Baldwin immer wieder fordert […].“ Maihofer bilanziert über Pecks Dokumentarfilm: „Pecks eindrucksvolle Hommage reiht sich in diese Erinnerungsarbeit ein. Ihm ist mit „I’m not your Negro“ ein pointierter Essay über Amerikas tief sitzenden Rassismus und ein Höhepunkt seines politischen Weltkinos gelungen. Ein Film der Stunde, dessen Botschaft und Botschafter nichts an Relevanz verloren haben.“
Geri Krebs meinte in der „Neuen Zürcher Zeitung“, dass Raoul Peck mit I Am Not Your Negro eine Tour d’Horizon durch die Geschichte der Schwarzen in den USA vollziehe, die „beispielhaft von Vergangenem erzählt und dabei die Gegenwart im Auge hat.“ Und wenn in den Nachrichtenbildern etwa die Unruhen von Watts 1965 mit jenen von Ferguson 2014 kollidieren, lässt sich die Aktualität von Vergangenem nicht leugnen. Nach Auffassung von ttt – titel, thesen, temperamente Autor Joachim Gaertner habe Raoul Peck „einen faszinierenden Dokumentarfilm gemacht, in dem man mehr über amerikanische Geschichte lernt als in jedem Geschichtsbuch.“ Gaertner bilanziert mit Blick auf US-Präsident Donald Trump: „Es ist beängstigend zu sehen, welche Aktualität Baldwins Analysen bis heute haben. Der Film macht klar: Unter dem heutigen Präsidenten, der offen rassistische Stereotype propagiert, fängt der Kampf für Bürgerrechte noch einmal ganz neu an. […] Eine Lösung, folgerte Baldwin, kann also nicht sein, wenn Schwarze sich in die weiße Gesellschaft integrieren, sondern nur, wenn sie ihre eigene Identität und Geschichte in den Traum eines neuen, gemeinsamen Amerikas einbringen“
Nach Weiland Freund von Der Welt erzählt I Am Not Your Negro die Geschichte der Bürgerrechtsbewegung, die Geschichte von Medgar Evers, Malcolm X und Martin Luther King, die Geschichte von James Baldwin und die Geschichte danach: Rodney King, Barack Obama, Trayvon Martin; Selma, Weißes Haus, Ferguson. "„I Am Not Your Negro“ ist unter anderem deshalb ein eindrucksvoller, ein großer Dokumentarfilm, weil er in anderthalb Stunden fasst, was mit einiger Berechtigung auch den Platz einer vielteiligen Serie hätte beanspruchen können." Jan Kedves von der Süddeutschen Zeitung betont, dass Raoul Peck ein sehr feinfühliges Porträt des Kämpfers James Baldwin, dessen Waffe unbedingt die Rhetorik war, gelungen sei. Er attestiert dem Film, dass er „auf beachtliche Weise dreierlei leistet: Er erinnert an Baldwin und illustriert dabei dessen Absicht, die „Geschichte Amerikas anhand der Leben dreier seiner ermordeten Freunde zu erzählen“. Damit sind Medgar Evers, Malcolm X und Martin Luther King Jr. gemeint. Und drittens: Dass die Schwarzen in den USA nicht Schwarze sind, sondern zu Schwarzen gemacht werden, von den Weißen, das hat man lange nicht mehr so anschaulich in einem Film dargelegt bekommen.“ Auch Julian Brimmers bemerkt die von Weiland Freund bemerkten Parallele zwischen den 1960er Jahren und aktuellen Ereignisse der 2010er Jahre in den USA, indem auf folgenden Aspekt des Dokumentarfilms verweist: „Hier passiert alles auf einmal: die rassistischen Ausschreitungen in Little Rock 1957 und ‚Black Lives Matter‘-Proteste in Ferguson 2014, die Vereidigung Barack Obamas neben den Morden an Evers, Malcolm X und King, die Aufstände in Watts von 1965 neben Bildern der jüngsten Opfer von Polizeigewalt.“ Insgesamt sei I Am Not Your Negro weniger ein historisches Biopic als eine Aufforderung an den Zuschauer, seine eigene Toleranz und Handlungsfähigkeit zu hinterfragen.

### Fremdsprachige Kritiken
Der US-Zeitschrift Entertainment Weekly fehlt in den schwarz-weißen Archivbildern in Pecks Collage Subtilität. Angesichts der Ähnlichkeit der Bilder von Polizei-Brutalität aus den 1960er Jahren und der Bilder von 2014 aus Ferguson, als der schwarze Schüler Michael Brown von weißen Polizisten erschossen wird, räumt Chris Nashawaty ein, dass es sich um einen sehr traurigen Abschnitt der amerikanischen Geschichte handelt.
Die britische Tageszeitung The Guardian zeigte sich begeistert und bezeichnete den Film als einen der besten Filme über die Bürgerrechtsbewegung, der je gemacht wurde.

## Auszeichnungen (Auswahl)
Bei den Internationalen Filmfestspielen Berlin 2017 wurde die Produktion mit dem Panorama Publikumspreis als Bester Dokumentarfilm ausgezeichnet. In der gleichen Kategorie wurde der Film 2016 bei den Los Angeles Film Critics Association Awards ausgezeichnet. Hinzu kommen weitere Nominierungen und Auszeichnungen auf verschiedenen Festivals.